# مجتمع أمني

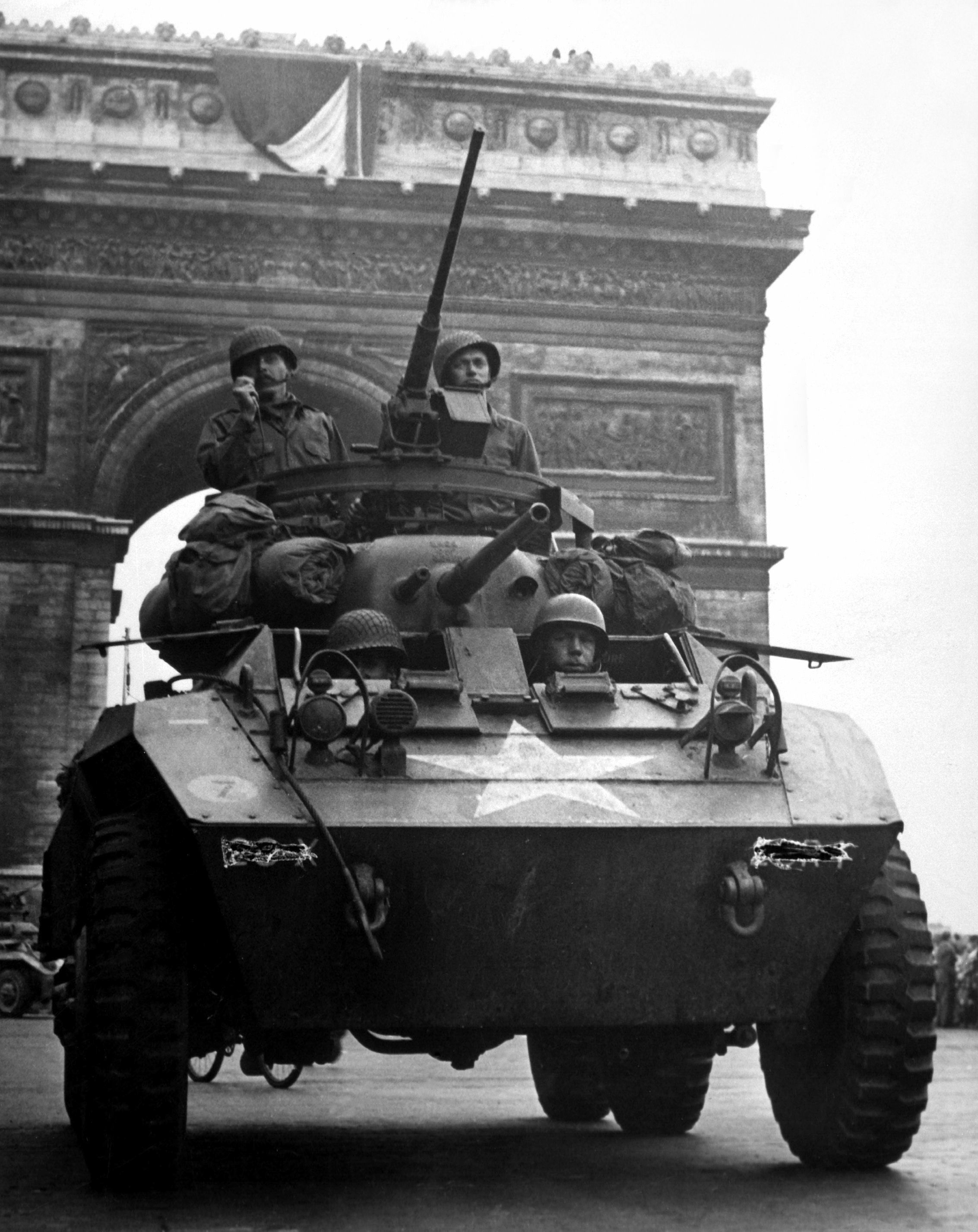
على الرغم من كثرة النزاعات العسكرية بين ألمانيا وفرنسا سابقًا، قلل المجتمع الأمني الأوروبي احتمالية نشوب حرب مرة أخرى بين هذين البلدين.

المجتمع الأمني هو منطقة محددة يكون فيها الاستخدام واسع النطاق للعنف (مثل نشوب حرب) أمرًا غير وارد أو حتى مستبعدًا. يرتبط مفهوم المجتمع الأمني بمجموعة من الدول التي تتمتع بعلاقة مبنية على السلام المتبادل. نحت عالم السياسة كارل دويتش هذا المصطلح في عام 1957. في كتابهم الأبرز المجتمع السياسي ومنطقة شمال الاطلسي: المنظمة الدولية في ظل التجربة التاريخية، عرف دويتش ومعاونوه مفهوم المجتمع الأمني بأنه «مجموعة من الناس»  يعتقدون «أنهم قد توصلوا إلى معاهده بخصوص هذه النقطة على الأقل: أن المشاكل الاجتماعية المشتركة يمكن حلها، ولا بد من حلها، بطرق «التغيير السلمي». عُرف التغيير السلمي بأنه «حل المشاكل الاجتماعية من خلال إجراءات مؤسسية وعدم اللجوء للقوة الجسدية واسعة النطاق». في المجتمع الأمني، يكون الناس ملتزمين بروح الجماعة والعطف المتبادل والثقة والمصالح المشتركة بين بعضهم.
لم يصبح هذا المفهوم مصطلحًا أساسيًا في مجال الأمن الدولي رغم عمقه التاريخي. أخذ البنائيون بمفهوم المجتمع الأمني بعد انتهاء الحرب الباردة. كان كتاب المجتمعات الأمنية (1998)، الذي ألفه إيمانويل أدلر ومايكل بارنت، من الدوافع الكبرى، إذ أعادا تعريف المجتمع الأمني من خلال الهوية والقيم والمعاني المشتركة، والاتجاهات المختلفة في التفاعل، والمصالح المشتركة بعيدة المدى. جرت دراسة العديد المناطق حول العالم في نطاق المجتمع الأمني منذ ذلك الحين، وأهمها الاتحاد الأوروبي، وثنائيتيّ كندا-الولايات المتحدة والمكسيك-الولايات المتحدة، ورابطة أمم جنوب شرق آسيا (آسيان). قارن ميخائيل هاس بين كل من مجلس آسيا والمحيط الهادي، والاتحاد البرلماني لآسيا والمحيط الهادي، ورابطة أمم جنوب شرق آسيا، ومؤتمر وزراء خارجية الهند الصينية، ورابطة جنوب آسيا للتعاون الاقليمي، ومنظمة حلف جنوب شرق آسيا، ومنتدى جنوب المحيط الهادئ (سُمّي في ما بعد منتدى جزر المحيط الهادئ).

## أنواع المجتمعات الأمنية
قسم دويتش المجتمعات الأمنية لنوعين: المجتمعات المندمجة والمجتمعات التعددية. إن المجتمعات الأمنية المندمجة نادرة عبر التاريخ، وهي تنشأ حين تشكّل دولتان أو أكثر حكومةً مشتركةً. أحد الأمثلة على ذلك هو الولايات المتحدة حين تنازلت المستعمرات الثلاث عشرة عن الكثير من صلاحياتها في الحكم للحكومة الفدرالية. لا يتكلل الاندماج بالنجاح في كل مرة، ويكون عرضة للانهيار كما حصل للاتحاد بين السويد والنرويج. يُسمى الإجراء البديل لهذا المفهوم «التكامل» الذي يكون أقل طموحًا. يؤدي التكامل إلى بزوغ المجتمع الأمني التعددي الذي تحتفظ الدول فيه بسيادتها الخاصة. تُعد الولايات المتحدة مع كندا مثالًا على هذا. إن كلا البلدين مستقل سياسيًا، إلا أنهما لا يتوقعان نشوب مواجهات عسكرية في المستقبل، على الرغم من حصول ذلك في الماضي. جادل دويتش بأن تأسيس المجتمع الأمني التعددي أسهل مقارنةً بالمجتمع المندمج.
وصف أدلر وبارنيت التطور النموذجي للمجتمع الأمني من النشوء حتى النضوج. يلبي المجتمع الأمني الناشئ التوقعات الأساسية للتغيير السلمي، بينما يتصف المجتمع الأمني الناضج أيضًا بآليات الأمن الجماعي والعناصر ما فوق الوطنية أو العابرة للحدود. قسم أدلر وبارنيت المجتمعات الأمنية الناضجة تقسيمًا إضافيًا إلى «متداخلة بإحكام» و«متداخلة بشكل طليق» اعتمادًا على درجة تفاعلها.
فرّق رايمو فاورِنين وأندريه توشيتسني بين المجتمعات الأمنية بين الدول (حيث تكون الحرب مستبعدة النشوب) وبين المجتمعات الأمنية الشاملة (حيث تكون النزاعات بين الدول وكذلك الحروب الأهلية مستعبدة). تُعد أوروبا الغربية مثالًا تقليديًا للمجتمع الأمني الشامل، في حين تُعد جنوب شرق آسيا مجتمعًا أمنيًا بين الدول.

## شروط بزوغ المجتمع الأمني

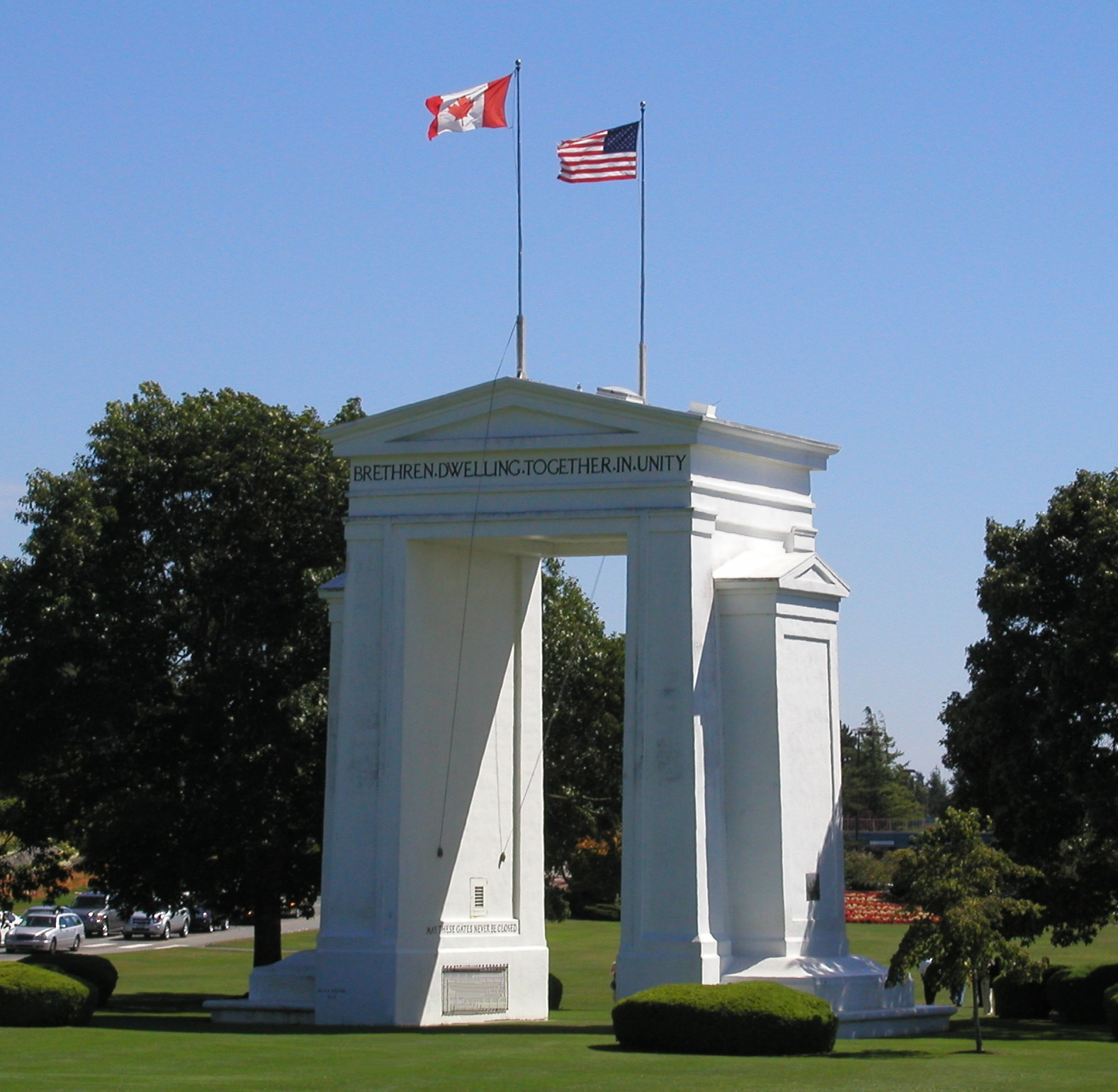
الحدود منزوعة السلاح بين الولايات المتحدة وكندا، وهما عضوان في المجتمع الأمني لأمريكا الشمالية.

وفقًا لدويتش، قد تشكل الدول مجتمعًا أمنيًا بشرط أن تكون الحالة الراهنة للنظام الدولي «غير جذابة وغير محتملة لنشوب حرب بين الأطراف السياسية المعنية». على سبيل المثال، أدت المخاوف الأمنية إلى تشكيل مجتمع أمني تعددي بين الولايات المتحدة والمكسيك تحسبًا للحرب العالمية الثانية. حدد دويتش شرطين لتسهيل تشكيل مجتمع أمني تعددي: الشرط الأول هو «قدرة الوحدات السياسية أو الحكومات المشاركة على الاستجابة لاحتياجات وخطابات وأفعال بعضها بسرعة وكفاءة دون اللجوء إلى استخدام العنف». يمكن لتلك الدول بناء هذه القدرة من خلال العضوية المشتركة في المنظمات الدولية. والشرط الثاني هو «التوافق في أهم القيم المتعلقة بصنع القرار السياسي». أعطى دويتش مثالًا على هذا الشرط الثاني وهو الأيديولوجيا السياسية. ومع ذلك، برهنت البحوث التجريبية في الآونة الأخيرة أن الدور المفترض للقيم الليبرالية والثقة العامة في تطوير مجتمعات أمنية أمر مبالغ في تقييمه. أجرى ميخائيل هاس اختبارًا آخرًا مقارنًا المنظمات المجتمعية الأمنية الناجحة وغير الناجحة، فاكتشف أن المتغير الأساسي هو التوافق المتبادل للقيم الأساسية الذي يكون على علاقة هامة إحصائيًا مع متغيرات دويتش الإثني عشر.
لما كان الاندماج ذا مطالب أكثر من التكامل، ميّز دويتش ثمانية شروط يجب استيفائها لنجاح الاندماج: التوافق المتبادل للقيم الأساسية، ووجود طريقة محددة للعيش، وقدرات وإجراءات للتواصل بين القطاعات المتعددة، والإمكانية الكبيرة للتنقل الاجتماعي والجغرافي، والتعددية والتوازن في التعاملات التجارية، والتواتر الكبير لبعض التبادلات في أدوار المجموعة، وتوسيع النخبة السياسية، والإمكانيات العالية في السياسة والإدارة. فضلًا عن ذلك، لا بد أن تكون الطبقة السياسية المعنية بالشعب راغبة في تقبل المؤسسات الحكومية المشتركة ومساندتها، وأن تبقى مخلصة في ذلك، وأن تستثمر هذه المؤسسات الحكومية باهتمام متبادل لتلبية الخطابات والاحتياجات للوحدات المشاركة.
افترض كارول ويفير أن المجتمعات الأمنية يجب تكون قائمة على التعددية القطبية المتوازنة كي تبزغ وتستمر.

## استخدامات أخرى
قد يشير مصطلح المجتمع الأمني أيضًا إلى سياسة المجتمع في عملها على قضايا أمنية. وقد يكون مجموعة هرمية أو مترابطة من المختصين مكونة مثلًا من السياسيين، والبيروقراطيين العسكريين والمدنيين، والباحثين. أحد الأمثلة على ذلك هو المجتمع الأمني للحاسوب الذي يعمل على أمن الحاسوب.